# Ayako Shiraishi
Ayako Shiraishi (jap. 白石 文子 Shiraishi Ayako; ur. 13 kwietnia 1963) – japońska seiyū, znana przede wszystkim z użyczania głosu Siostrze Joy w początkowych sezonach anime Pokémon.
31 marca 2002 ogłosiła zerwanie z zawodem aktorki głosowej.

## Wybrane role głosowe
- 1987: Małe kobietki – Patty King
- 1992: Czarodziejka z Księżyca – Mika Kayama
- 1993: Kidō Senshi Victory Gundam – Marvette Fingerhaut
- 1997–2001: Pokémon – Siostra Joy (pierwszy głos)
- 1998: Pokémon: Film pierwszy – Siostra Joy